# Christine Laser
Christine Laser, nata Bodner (Mattstedt, 19 marzo 1951), è un'ex multiplista tedesca.
È coniugata dal 1974 con Jürgen Laser, ex ostacolista di livello internazionale.

## Biografia
Specialista della disciplina del pentathlon, prese parte a tre edizioni dei Giochi olimpici: a Monaco di Baviera 1972 giunse quarta; a Montréal 1976 vinse la medaglia d'argento facendo segnare lo stesso numero di punti della connazionale Siegrun Siegl, che venne dichiarata vincitrice della competizione poiché aveva fatto segnare prestazioni migliori della Laser in tre delle cinque prove; a Mosca 1980 non riuscì a portare a termine la gara non riuscendo a far segnare misura nel salto in alto. 

## Palmarès
| Anno | Manifestazione  | Sede              | Evento     | Risultato | Prestazione | Note |
| ---- | --------------- | ----------------- | ---------- | --------- | ----------- | ---- |
| 1972 | Giochi olimpici | Monaco di Baviera | Pentathlon | 4ª        | 4 671 p.    |      |
| 1976 | Giochi olimpici | Montréal          | Pentathlon | Argento   | 4 745 p.    |      |
| 1980 | Giochi olimpici | Mosca             | Pentathlon | dnf       | dnf         |      |